# Pnoepyga immaculata
Pnoepyga immaculata là một loài chim trong họ Pnoepygidae.